# Donna Donna
Singles de Claude François
De ville en ville
(1964) Les choses de la maison
(1965)
Donna Donna ou Dona Dona (דאַנאַ דאַנאַ, Dana Dana, ou דאָס קעלבל, Dos Kelbl — « Le veau ») est une chanson écrite en yiddish par l'écrivain Aaron Zeitlin sur une musique du compositeur d'origine russe Sholom Secunda.
Composée pour la pièce Esterke de Zeitlin (1940-41), la chanson décrit la condition d'un petit veau ligoté que l'on mène à l'abattoir tandis qu’une hirondelle vole librement dans le ciel au-dessus de lui. Le mot Dona est, selon la chanteuse israélienne Nehama Hendel, l’équivalent d’« hue et dia »[réf. nécessaire], alors que la rabbin Delphine Horvilleur avance qu'il s'agit d'une forme familière du nom Adonaï utilisé pour s'adresser au dieu du judaïsme.
De nombreux artistes ont inscrit cette chanson à leur répertoire : Joan Baez, Donovan, Theodore Bikel, Esther Ofarim…
La version française connue pour son interprétation par Claude François s'écarte radicalement du texte original.